# Československá mobilizace v květnu 1938
Mobilizace v květnu 1938 Československé republiky (označovaná „částečná mobilizace“ nebo „květnová mimořádná opatření“; ve skutečnosti šlo jen o mimořádné opatření ministra národní obrany, vyhlásit mobilizaci by musel prezident a vláda) byla vyhlášena 20. května 1938 kolem 22. hodiny, kdy Československá armáda obsadila hranice. Došlo k ní v důsledku květnové krize, při níž Československá armáda dostávala zprávy o četných pohybech německých jednotek v blízkosti státních hranic. Při mobilizaci došlo k navýšení stavu armády na 371 000 mužů.
Květnová mobilizace, ačkoliv byla hodnocena jako relativně úspěšná, pomohla nacistickému Německu odkrýt československé postupy při mobilizaci, čehož Německo posléze o několik měsíců později využilo.
Mobilizace trvala pouze několik dní a již 23. května 1938 se mezinárodní napětí v souvislosti s pohybem německých jednotek významně snížilo. Francie i Velká Británie nicméně varovaly Nacistické Německo před útokem na Československo. V červnu 1938 byla ostraha hranic zcela odvolána.